# Borås kommunvapen

Den heraldiskt högra ullsaxen är "störtad", vilket inom heraldiken betyder att den framställs uppochner, i detta fall alltså med saxens uddar pekande neråt.

Borås kommunvapen är samma vapen som före kommunsammanslagningen 1974 gällde för Borås stad. I ett privilegiebrev för Borås undertecknat av Gustav II Adolf den 25 maj 1621 beskrivs vapnet som "...twå ulle Saxser, den ene medh udden nedh åt, och den andre medh udden upwände..." Från just den beskrivningen skapade Riksheraldikerämbetet vapnet som det ser ut idag, två ullsaxar av silver på en röd sköld. Det fastställdes som stadsvapen av Kungl Maj:t (regeringen) den 2 juni 1939. Trots den segdragna kommunbildningen och att flera av de ingående tidigare enheterna hade haft egna vapen kunde vapnet registreras för Borås kommun hos Patent- och registreringsverket redan 1974. Genom registreringen skyddas vapnet genom lagen om skydd för vapen och vissa andra officiella beteckningar.
Borås grundades för att legitimera gårdfarihandeln, och knallarna hade mycket smidesvaror att sälja. Trots Borås moderna rykte som en textilstad var det alltså sannolikt smide och inte ullproduktion som saxarna ursprungligen symboliserade.

## Blasonering
Blasonering: I rött fält två ullsaxar av silver, den högra störtad.

## Vapen för tidigare kommuner inom den nuvarande kommunen
Inom den nuvarande kommunens område hade, förutom Borås, även Dalsjöfors, Fristad och Viskafors vapen. Dessa vapen blev efter sammanläggningen med Borås fortsatt förda som vapen för motsvarande kommundelar inom den nya kommunen. (Dalsjöfors vapen fördes ursprungligen av Toarp medan Viskafors vapen ursprungligen fördes av Kinnarumma).

Toarps landskommun (1946-1966) Dalsjöfors landskommun (1967-1970) Dalsjöfors kommun (1971-1973) Dalsjöfors kommundel inom Borås kommun (1974-)
Fristads landskommun (1966-1970) Fristads kommun (1971-1973) Fristads kommundel inom Borås kommun (1974-)
Kinnarumma landskommun (1952-1961) Viskafors landskommun (1961-1971) Viskafors kommun (1971-1974) Viskafors kommundel inom Borås kommun (1974-)

- Toarps landskommun
(1946-1966)
Dalsjöfors landskommun
(1967-1970)
Dalsjöfors kommun
(1971-1973)
Dalsjöfors kommundel inom Borås kommun
(1974-)
- Fristads landskommun
(1966-1970)
Fristads kommun
(1971-1973)
Fristads kommundel inom Borås kommun
(1974-)
- Kinnarumma landskommun
(1952-1961)
Viskafors landskommun
(1961-1971)
Viskafors kommun
(1971-1974)
Viskafors kommundel inom Borås kommun
(1974-)